# ROME［ローマ］
『ROME［ローマ］』は、アメリカ合衆国のHBOとイギリスのBBCが共同制作したテレビドラマである。総制作費は200億円以上、制作期間は企画から撮影終了まで約8年という当時としては破格のものである。ローマ軍第13軍団の百人隊長ヴォレヌスとその部下の軍団兵プッロを中心に、内乱期のローマ共和国が描かれている。ドラマであるため、細部のストーリーは史実とは異なる。日本ではR-15指定相当。
2010年公開に向けて映画化される予定であると報じられていた。しかし2016年10月現在続報はない。

## 主な登場人物とキャスト

### 平民
ルキウス・ヴォレヌス
演 - ケヴィン・マクキッド、日本語吹替 - 東地宏樹
第13軍団の首席百人隊長。プッロと共にローマ帝国最強の兵士として描かれる。
プッロとは何度も衝突するが、その度に硬い友情で結ばれいく。
ティトゥス・プッロ
演 - レイ・スティーヴンソン、日本語吹替 - てらそままさき
第13軍団の最強の兵士。ヴォレヌスと共に内乱期の歴史的な場面に居合わせる。
ニオベ
演 - インディラ・ヴァルマ、日本語吹替 - 吉田陽子
ルキウスの妻。
リュデ
ニオベの妹。
エウァンドロス
リュデの夫。
マスキウス
第13軍団の仲間。

### 貴族（名門貴族・平民貴族）

#### ユリウス家
カエサル
演 - キアラン・ハインズ、日本語吹替 - 土師孝也
ローマを改革する為、元老院派と対立する。ポンペイウスと三頭政治を組んで執政官になり、貴族の危機感を煽るような改革を行った。のちガリア戦争に赴くが、元老院派の反発は続いていた。
ユリア
カエサルの娘。政略結婚でポンペイウスに嫁いだが、夫婦仲は良かった。
アティア
演 - ポリー・ウォーカー、日本語吹替 - 小宮和枝
カエサルの姪でオクタヴィアとオクタヴィアヌスの母。アントニウスの愛人。野心家で傲慢。セルウィリアと激しく対立し憎み合う。
オクタヴィア
演 - ケリー・コンドン、日本語吹替 - 松下こみな
オクタヴィアヌスの姉。野心家の母親とカエサルの後継者となった弟に翻弄される。
オクタヴィアヌス［改名前はオクタヴィウス］
演 - マックス・パーキス（少年時代） / サイモン・ウッズ（青年時代）、日本語吹替 - 白鳥哲 / 内田夕夜
カエサルの大甥。実父は騎士階級であるが、その聡明さからカエサルの遺言で後継者に指名され養子となり、カエサルの名を継ぐ。継承後は共和国派やアントニウスと戦い内乱の中心人物となる。ユリウス＝クラウディウス朝の開祖。
プライドが高いが、友と認めた相手には身分の分け隔てなく接する。特にプッロにはガリアで助けられて以来は友として扱い、成人後も色々な便宜を図ったりしている。また彼の兵士としての能力に信頼を寄せ、重要な役目を何度も託す。
リウィア・ドルシッラ
リウィウス家の出で、名門貴族のクラウディウスに嫁いでいたが、オクタヴィアヌスに見初められ、離婚させられて、オクタヴィアヌスの妻となる。

#### ユニウス家
セルウィリア
演 - リンゼイ・ダンカン、日本語吹替 - 蓬萊照子
カエサルの愛人でブルートゥスの母親。アティアと敵対している。
ブルートゥス
演 - トビアス・メンジーズ、日本語吹替 - 成田剣
カエサルの愛人セルウィリアの息子。カエサルから本物の息子のように扱われるが、信念から共和国派に身を投じる。理想主義で純粋な性格。

#### 元老院派
ポンペイウス
演 - ケネス・クラナム、日本語吹替 - 小林清志
ローマの勇将。元執政官。三頭政治の仲間であるカエサルの娘ユリアを妻としていたが、その死後はスキピオの娘コルネリアを娶る。元老院派の頭領に担がれカエサルと戦う。
キケロ
演 - デイヴィッド・バンバー、日本語吹替 - 田原アルノ
元老院派の代表的人物。元執政官。平民から、弁護士として名を成して元老院議員になったため、武力を用いることを好まない。文筆家としても有名。日和見的な性格。
カトー
演 - カール・ジョンソン、日本語吹替 - 納谷六朗
元老院派の急先鋒。直情的な性格。史実ではブルートゥスの叔父。
スキピオ
元老院派の重鎮。カトーとともに戦う。ポンペイウスの義父。ポンペイウスとともに執政官を務めた。
カッシウス
演 - ガイ・ヘンリー
ブルートゥスの友。史実ではブルートゥスの異父妹の夫。
クィントゥス
演 - リック・ワーデン
ポンペイウスの息子。

#### 民衆派
アントニウス
演 - ジェームズ・ピュアフォイ、日本語吹替 - 金尾哲夫
カエサルの右腕で優秀な副官。護民官になってカエサルの権利を守る。カエサルの死後は後継者の座をめぐりオクタヴィアヌスと対立する。
レピドゥス
カエサルの補佐官。法務官としてカエサルを独裁官に指名する。のちアントニウスとともに第二回三頭政治の一角を握る。史実ではブルートゥスの異父妹の夫。

### 騎士階級
アグリッパ
演 - アレン・リーチ
低い身分から成り上がった軍人。軍事的才能がないオクタヴィアヌスの右腕であり友でもある。率直で真面目な性格。
マエケナス
演 - アレックス・ウィンダム
アグリッパと共にオクタヴィアヌスの側近であり友。享楽的な性格。

### 属州の人々
クレオパトラ
演 - リンゼイ・マーシャル、日本語吹替 - 岡本麻弥
エジプトの女王。プトレマイオス朝最後のファラオ。カエサルの死後、アントニウスと共にオクタヴィアヌスと対立する。
プトレマイオス13世
エジプトの王。7歳で姉クレオパトラと兄弟婚を行い、エジプトを共同統治する。のちクーデターを起こして姉をアレクサンドリアから追放する。
カエサリオン
クレオパトラとカエサルの息子。
ウェルキンゲトリクス
ガリア人の王。カエサルに敗れて、ローマに幽閉される。
ヘロデ
ユダヤ人の王。ローマの支援を得てユダヤにヘロデ朝を開く。
ティモン
演 - リー・ボードマン
ローマに住むユダヤ人。アティアの手足となって働く。

### 奴隷
エイレネ
演 - キアラ・マスタッリ、日本語吹替 - 小野涼子
ガリア人の奴隷。後にプッロに解放され、彼の妻となる。
ポスカ
演 - ニコラス・ウッドソン、日本語吹替 - 多田野曜平
カエサルの奴隷。秘書的な存在。カエサルの死後は解放され、アントニウスに雇われる。
ガイア
演 - ズレイカ・ロビンソン
女奴隷。

## 各話タイトル

### 第1シーズン
- 1話 失われた鷲 "The Stolen Eagle"
- 2話 ルビコン渡河 "How Titus Pullo Brought Down the Republic"
- 3話 ローマ入城前夜 "An Owl In a Trornbush"
- 4話 休戦の使者 "Stealing From Saturn"
- 5話 アティアの奸計 "The Ram Has Touched The Wall"
- 6話 アントニウスの決断 "Egeria"
- 7話 ポンペイウスの最期 "Pharsalus"
- 8話 クレオパトラ "Caesarion"
- 9話 凌辱 "Utica"
- 10話 凱旋式 "Triumph"
- 11話 第十三軍団の栄光 "The Spoils"
- 12話 カエサル暗殺 "Kalends of February"

### 第2シーズン
- 13話 遺言 "Passover"
- 14話 表と裏 "Son Of Hades"
- 15話 キケロの提案書 "The Being Words Marcus Tullius Cicero"
- 16話 執念 "Testudo et Lepus (The Tortoise and the Hare)"
- 17話 偽りの和解 "Heroes of the Republic"
- 18話 フィリッピの戦い "Philippi"
- 19話 セルウィリアの呪い "Death Mask"
- 20話 貞淑と裏切り "A Necessary Fiction"
- 21話 宣戦布告 "Deus Impeditio Esuritori Nullus"
- 22話 第一の市民 "De Patre Vostro (About Your Father)"

## 放送局
- アメリカ合衆国 / HBO
  - 第1シーズン 2005年8月25日 - 2005年11月20日
  - 第2シーズン 2007年1月14日 - 2007年3月25日
- 英国 / BBC
  - 第1シーズン 2005年11月2日 - 2006年1月4日
  - 第2シーズン 2007年6月20日 - 2007年7月22日
- 日本 / WOWOW
  - 第1シーズン 2007年7月13日 - 2007年8月17日
  - 第2シーズン 2007年8月31日 - 2007年9月28日
- 日本 / AXNミステリー
  - 2009年11月5日 -
- 日本 / 関西テレビ
  - 2010年10月28日 -